# Laurie Mains
Laurence William Mains (Dunedin, 16 de febrero de 1946) es un exjugador y exentrenador neozelandés de rugby que se desempeñaba como fullback. Representó a los All Blacks de 1971 a 1976 y los entrenó de 1991 a 1995.

## Biografía
Debutó con los Otago Razorbacks de la provincia homónima en 1966 y jugó 115 partidos, anotando 967 puntos que en ese momento era el récord. Integró a la Isla Sur en tres oportunidades.
Llamaba la atención por su estilo de juego antiguo: un fullback retrasado que nunca atacaba. En 1998 recibió la Orden del Mérito de Nueva Zelanda por su distinguido servicio al país como seleccionador nacional.

## Selección nacional
Llamó la atención de los entrenadores y fue seleccionado en la escuadra de los Junior All Blacks. Finalmente fue seleccionado a los All Blacks para oponerse a los British and Irish Lions, que estaban de visita realizando su 20.ª Gira: marcó al legendario J. P. R. Williams, jugó las tres pruebas y anotó 18 puntos, incluido su único try.
Un lustro después, disputó como titular su último test ante el XV del Trébol y enfrentó al legendario Mike Gibson. En total jugó cuatro partidos y anotó 21 puntos.

## Entrenador de los All Blacks
Le ganó el puesto a John Hart y lo tuvo como asistente. Dirigió en el Test match del Regreso y mantuvo una entretenida rivalidad deportiva con Kitch Christie que culminó en la final de la Copa Mundial 1995.

### Participaciones en Copas del Mundo
Es recordado por la campaña mundialista de 1995, donde los de negro mostraron un nivel ofensivamente impecable. Ganaron cómodamente todos los partidos a la final, pero en la última terminaron frenados por los Springboks y puestos en aprietos defensivamente.
| Mundial                       | Sede      | Resultado  | PJ  | PG | PP | +/-Pts |
| ----------------------------- | --------- | ---------- | --- | -- | -- | ------ |
| Copa Mundial de Rugby de 1995 | Sudáfrica | Subcampeón | 6/6 | 5  | 1  |        |

## Palmarés
- Campeón de la Copa Bledisloe de 1993 y 1995.
- Campeón del National Provincial Championship de 1991.